# Liste der Stolpersteine in Künzelsau

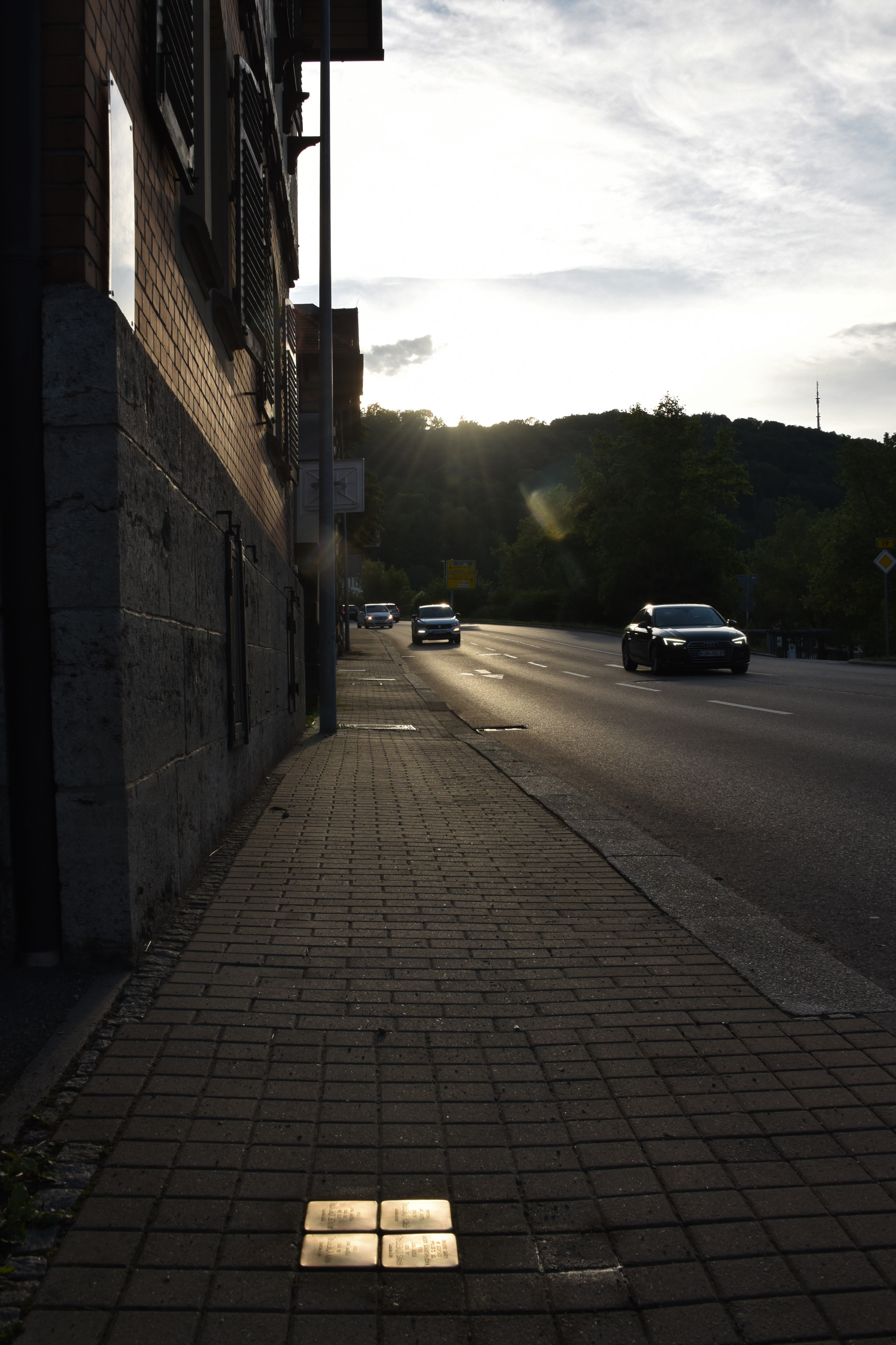
Stolpersteine in der Stuttgarter Straße

In der Liste der Stolpersteine werden die in Künzelsau verlegten Stolpersteine aufgeführt. Die Stolpersteine sind ein Projekt des Künstlers Gunter Demnig und sollen an das Schicksal der Menschen erinnern, die im Dritten Reich ermordet, deportiert, vertrieben oder in den Suizid getrieben wurden.
Am 9. Februar 2015 wurden auf Initiative des Geschichtslehrers Matthias Schneider und einer Schulklasse des Ganerben-Gymnasiums in Künzelsau ersten 23 Stolpersteine verlegt.

## Liste
In Künzelsau wurden 74 Stolpersteine verlegt.
| Stolperstein | Inschrift | Verlegeort                        | Name, Leben |
| --- | --- | --------------------------------- | --- |
| | HIER WOHNTE ALFRED ADLER JG. 1922 FLUCHT 1936 USA                                                                                       | Kannengässle 9                    | Alfred Adler, geboren am 28. Dezember 1922 in Künzelsau |
| | HIER WOHNTE EUGEN ADLER JG. 1892 FLUCHT 1936 USA                                                                                        | Kannengässle 9                    | Eugen Adler, geboren am 2. Juli 1892 in Speyer |
| | HIER WOHNTE FANNY ADLER GEB. BRANDT JG. 1894 FLUCHT 1936 USA                                                                            | Kannengässle 9                    | Fanny Adler geb. Brandt, geboren am 17. August 1894 in Odenheim |
| | HIER WOHNTE RUTH ADLER JG. 1924 FLUCHT 1936 USA                                                                                         | Kannengässle 9                    | Ruth Adler, geboren am 13. August 1924 in Künzelsau |
| | HIER WOHNTE CHARLOTTE BAER GEB. BIGGARD JG. 1871 FLUCHT 1937 USA                                                                        | Oberamteistraße 25                | Charlotte Baer geb. Biggard, geboren am 12. Oktober 1871 in Dettensee |
| | HIER WOHNTE CHARLOTTE BAER GEB. WALL JG. 1894 FLUCHT 1937 PALÄSTINA                                                                     | Oberamteistraße 16                | Charlotte Baer geb. Wall, geboren am 16. März 1894 in Tuchel |
| | HIER WOHNTE EMANUEL BAER JG. 1922 FLUCHT 1937 PALÄSTINA                                                                                 | Oberamteistraße 16                | Emanuel Baer, geboren am 15. Juli 1922 in Tübingen |
| | HIER WOHNTE LAZARUS BAER JG. 1859 GEDEMÜTIGT / ENTRECHTET TOT 30.1.1936                                                                 | Oberamteistraße 25                | Lazarus Baer, geboren am 10. Dezember 1859 in Hohebach |
| | HIER WOHNTE MIRJAM BAER JG. 1924 FLUCHT 1937 PALÄSTINA                                                                                  | Oberamteistraße 16                | Mirjam Baer, geboren am 14. August 1924 in Künzelsau |
| | HIER WOHNTE REGINE BAER GEB. SICHEL JG. 1863 GEDEMÜTIGT / ENTRECHTET TOT 6.8.1936 KRANKENHAUS SCHWÄBISCH-HALL                           | Oberamteistraße 25                | Regine Baer geb. Sichel, geboren am 4. November 1863 in Bütthard |
| | HIER WOHNTE SIEGFRIED BAER JG. 1892 FLUCHT 1937 PALÄSTINA                                                                               | Oberamteistraße 16                | Siegfried Baer, geboren am 08. Juli 1892 in Hohebach |
| | HIER WOHNTE SIGBERT BAER JG. 1893 ZWANGSARBEIT 1939 STEINBRUCH ENTEIGNET 1942 BEFREIT                                                   | Langenburger Straße 5             | Sigbert Baer wurde am 4. Juni 1893 in Hohebach geboren. Er war mit Luise geb. Lindenberger verheiratet, im Jargon des NS-Regimes eine Mischehe. Trotz Schikanen und Zwangsarbeit konnte er das NS-Regime und den Holocaust überleben, als einziger Jude der Stadt. Er starb am 12. April 1966 in Künzelsau. |
| Bild gesucht Der Benutzer GeorgDerReisende ( Diskussion ) wünscht sich an dieser Stelle ein Bild vom Ort mit diesen Koordinaten 49.27749 9.68892 . Motiv: Stolpersteine der Familie Berney Falls du dabei helfen möchtest, erklärt die Anleitung , wie das geht. BW | HIER WOHNTE HEDWIG BERNEY GEB. STERN JG. 1887 DEPORTIERT 1942 TRANSIT-GHETTO IZBICA ERMORDET                                            | Am oberen Bach 5                  | Hedwig Berney geb. Stern, geboren am 31. August 1887 in Nagelsberg |
| | HIER WOHNTE SIEGFRIED BERNEY JG. 1881 DEPORTIERT 1942 TRANSIT-GHETTO IZBICA ERMORDET                                                    | Am oberen Bach 5                  | Siegfried Berney, geboren am 1. Juni 1881 in Karbach |
| | HIER WOHNTE TRUDA BERNEY JG. 1913 FLUCHT 1937 PALÄSTINA                                                                                 | Am oberen Bach 5                  | Truda Berney, geboren am 1. Juli 1913 in Karbach |
| | HIER WOHNTE EMMY FRANKFURTER GEB. METZLER JG. 1878 DEPORTIERT 1942 IZBICA ERMORDET                                                      | Oberamteistraße 25                | Emmy Frankfurter geb. Metzler, geboren am 31. Juli 1878 in Bad Sobernheim |
| Bild gesucht Der Benutzer GeorgDerReisende ( Diskussion ) wünscht sich an dieser Stelle ein Bild vom Ort mit diesen Koordinaten 49.27962 9.68935 . Motiv: Stolperstein David Furchheimer Falls du dabei helfen möchtest, erklärt die Anleitung , wie das geht. BW   | HIER WOHNTE DAVID FURCHHEIMER JG. 1882 GEDEMÜTIGT / ENTRECHTET FLUCHT IN DEN TOD 28.3.1933                                              | Keltergasse 54                    | David Furchheimer, geboren am 9. Juni 1882 in Hohebach |
| | HIER WOHNTE ELSE GOLDSTEIN JG. 1929 FLUCHT 1939 USA                                                                                     | Schlossgasse 93/Schlossplatz 11 · | Else Goldstein, geboren am 20. September 1929 in Künzelsau, 1939 Flucht in die USA |
| | HIER WOHNTE JULIUS GOLDSTEIN JG. 1894 FLUCHT 1939 USA                                                                                   | Schlossgasse 93/Schlossplatz 11 · | Julius Goldstein, geboren am 29. Juli 1894 in Poppenlauer, 1939 Flucht in die USA |
| | HIER WOHNTE KAROLA GOLDSTEIN JG. 1924 FLUCHT 1939 USA                                                                                   | Schlossgasse 93/Schlossplatz 11 · | Karola Goldstein, geboren am 4. April 1924 in Reichelsheim, 1939 Flucht in die USA |
| | HIER WOHNTE MARTA GOLDSTEIN GEB. HIRSCH JG. 1889 FLUCHT 1939 USA                                                                        | Schlossgasse 93/Schlossplatz 11 · | Goldstein geb. Hirsch, geboren am 27. November 1889 in Groß-Gerau, 1939 Flucht in die USA |
| | HIER WOHNTE IDA GOTTLIEB GEB. STERN JG. 1857 GEDEMÜTIGT / ENTRECHTET TOT 4.7.1933                                                       | Schnurgasse 3                     | Ida Gottlieb geb. Stern, geboren am 17. Januar 1857 in Bieringen |
| | HIER WOHNTE BERTA HANAUER GEB. NEUMANN JG. 1877 DEPORTIERT 1942 THERESIENSTADT 1942 TREBLINKA ERMORDET                                  | Hauptstraße 74 ·                  | Berta Hanauer geb. Neumann, geboren am 2. Januar 1877 in Künzelsau, deportiert am 22. August 1942 in das Ghetto Theresienstadt, überstellt am 29. September 1942 in das KZ Treblinka, für tot erklärt |
| | HIER WOHNTE EMANUEL HANAUER JG. 1870 'SCHUTZHAFT' 1938 DACHAU DEPORTIERT 1942 THERESIENSTADT 1942 TREBLINKA ERMORDET                    | Hauptstraße 74 ·                  | Emanuel Hanauer, geboren am 9. April 1870 in Berlichingen, 11. November bis 12. Dezember 1938 im KZ Dachau, deportiert am 22. August 1942 in das Ghetto Theresienstadt, überstellt am 29. September 1942 in das KZ Treblinka, dort ermordet, später für tot erklärt |
| | HIER WOHNTE FRIDA HANAUER JG. 1903 FLUCHT 1938 USA                                                                                      | Hauptstraße 74 ·                  | Frida Hanauer, geboren am 16. Juni 1903 in Künzelsau, Flucht in die USA |
| | HIER WOHNTE HUGO HANAUER JG. 1912 FLUCHT 1938 USA                                                                                       | Hauptstraße 74 ·                  | Hugo Hanauer, geboren am 21. September 1912 in Künzelsau, Flucht in die USA |
| | HIER WOHNTE BETTY KIRCHHEIMER GEB. STERN JG. 1898 DEPORTIERT 1941 RIGA ERMORDET                                                         | Hirtengasse 10                    | Betty Kirchheimer geb. Stern, geboren am 1. Juni 1898 in Olnhausen, deportiert 1941 nach Riga, ermordet |
| | HIER WOHNTE HANS KIRCHHEIMER JG. 1925 KINDERTRANSPORT 1939 HOLLAND INTERNIERT WESTERBORK DEPORTIERT 1942 AUSCHWITZ ERMORDET 30.9.1942   | Hirtengasse 10                    | Hans Kirchheimer, geboren am 2. Oktober 1925 in Künzelsau, Flucht 1939 nach Holland, deportiert 1942 in das Auschwitz, ermordet am 30. September 1942 |
| | HIER WOHNTE JUSTIN KIRCHHEIMER JG. 1921 KINDERTRANSPORT 1939 ENGLAND                                                                    | Hirtengasse 10                    | Justin Kirchheimer, geboren am 1. Juni 1921 in Künzelsau, Flucht 1939 nach England |
| | HIER WOHNTE SALLI KIRCHHEIMER JG. 1884 DEPORTIERT 1941 RIGA ERMORDET                                                                    | Hirtengasse 10                    | Salli Kirchheimer, geboren am 16. Mai 1884 in Berwangen, deportiert 1941 nach Riga, ermordet |
| | HIER WOHNTE SALOMON KIRCHHEIMER JG. 1854 UNFREIWILLIG VERZOGEN 1938 HEILBRONN GEDEMÜTIGT / ENTRECHTET TOT 28.3.1939 SONTHEIM            | Hirtengasse 10                    | Salomon Kirchheimer, geboren am 6. März 1854 in Berwangen, Umzug 1938 nach Heilbronn, gestorben 1939 in Sontheim |
| | HIER WOHNTE SUSI KIRCHHEIMER JG. 1933 KINDERTRANSPORT 1939 ENGLAND                                                                      | Hirtengasse 10                    | Susi Kirchheimer, geboren am 5. Juli 1933 in Künzelsau, Flucht 1939 nach England |
| Bild gesucht Der Benutzer GeorgDerReisende ( Diskussion ) wünscht sich an dieser Stelle ein Bild vom Ort mit diesen Koordinaten 49.27879 9.68877 . Motiv: Stolpersteine der Familie Kusiel Falls du dabei helfen möchtest, erklärt die Anleitung , wie das geht. BW | HIER WOHNTE GUSTAV KUSIEL JG. 1907 'SCHUTZHAFT' 1938 DACHAU DEPORTIERT 1941 RIGA 1944 STUTTHOF ERMORDET 30.4.1944                       | Keltergasse 33                    | Gustav Kusiel, geboren am 16. Juli 1907 in Künzelsau, deportiert 1941 nach Riga, gestorben am 31. Mai 1944 im KZ Stutthof |
| | | Keltergasse 33                    | Jettchen Kusiel geb. Kanthal, geboren am 14. Dezember 1877 in Langenselbold, gestorben 1939 in Künzelsau |
| | | Keltergasse 33                    | Julius Kusiel, geboren am 20. Oktober 1871 in Künzelsau, gestorben 1938 ebendort |
| | | Keltergasse 33                    | Selma Kusiel geb. Talheimer, geboren am 11. September 1914 in Öhringen, deportiert 1941 nach Riga, Stutthof, Thorn. Rückkehr 1945, im Folgejahr in die USA ausgewandert |
| | HIER WOHNTE BELLA LEDERMANN JG. 1902 FLUCHT 1939 USA                                                                                    | Keltergasse 47 ·                  | Bella Ledermann, geboren am 7. Mai 1902 in Künzelsau, gestorben am 19. Januar 1980 in Cleveland (Ohio) |
| | HIER WOHNTE GETTI LEDERMANN GEB. FREITAG JG. 1871 1933 ZWANGSAUFGABE DES GESCHÄFTS UNFREIWILLIG VERZOGEN ÖHRINGEN FLUCHT 1937 PALÄSTINA | Schnurgasse 10                    | Getti Ledermann geb. Freitag, geboren am 11. November 1871 in Dormitz (Bezirksamt Forchheim) |
| | HIER WOHNTE LUISE LEDERMANN JG. 1907 FLUCHT 1934 PALÄSTINA                                                                              | Keltergasse 47 ·                  | Luise Ledermann, geboren am 28. Dezember 1907 |
| | HIER WOHNTE MAX LEDERMANN JG. 1868 MISSHANDELT VON SA TOT AN DEN FOLGEN 20.3.1933                                                       | Keltergasse 47 ·                  | Max Ledermann, geboren am 22. November 1868 in Berolzheim, war Tuchhändler und der Vorsteher der jüdischen Gemeinde in Künzelsau. Er starb am 20. oder 21. März 1933 nach Misshandlungen durch die SA, die unter dem Kommando des Heilbronner Standartenführers Fritz Klein gemeinsam mit der Polizei und Mitgliedern des Stahlhelms am Vortag eine „Waffensuchaktion“ durchgeführt hatte, an einem Herzinfarkt in Künzelsau. Er war damit eines der frühesten Opfer der organisierten nationalsozialistischen Judenverfolgung. |
| | HIER WOHNTE ROSA LEDERMANN GEB. KATZENBERGER JG. 1877 DEPORTIERT 1942 IZBICA ERMORDET                                                   | Keltergasse 47 ·                  | Rosa Ledermann geb. Katzenberger, geboren am 24. April 1877 in Maßbach, deportiert am 26. April 1942, Ghetto Izbica, für tot erklärt |
| | HIER WOHNTE AMALIE LÖWENTHAL GEB. BAER JG. 1893 DEPORTIERT 1942 IZBICA ERMORDET                                                         | Stuttgarter Straße 17             | Amalie Löwenthal geb. Baer, geboren am 8. August 1893 in Hohebach |
| | HIER WOHNTE ERICH LÖWENTHAL JG. 1923 FLUCHT 1937 USA                                                                                    | Stuttgarter Straße 17             | Erich Löwenthal, geboren am 18. Mai 1923 in Künzelsau |
| | HIER WOHNTE HANS LÖWENTHAL JG. 1920 FLUCHT 1937 USA AMERIKANISCHER SOLDAT TOT 12.10.1944 SCHLACHT AM MONTE CASSINO                      | Stuttgarter Straße 17             | Hans Löwenthal, geboren am 12. Juni 1920 in Heilbronn |
| | HIER WOHNTE MAX LÖWENTHAL JG. 1883 FLUCHT 1941 USA                                                                                      | Stuttgarter Straße 17             | Max Löwenthal, geboren am 14. Juli 1883 in Talheim |
| | HIER WOHNTE KARL LUNG JG. 1902 EINGEWIESEN 1940 'HEILANSTALT' GRAFENECK ERMORDET 16.7.1940                                              | Farbgasse 4                       | Karl Lung, geboren am 1. Juni 1902, ermordet am 16. Juli 1940 in der Tötungsanstalt Grafeneck |
| | HIER WOHNTE IDA MORGENROTH GEB. LÖWENTHAL JG. 1877 FLUCHT 1939 USA                                                                      | Scharfengasse 20                  | Ida Morgenroth geb. Löwenthal, geboren am 12. April 1877 in Talheim, Flucht 1939 in die USA |
| | HIER WOHNTE ROSA MORGENROTH JG. 1909 FLUCHT 1936 USA                                                                                    | Scharfengasse 20                  | Rosa Morgenroth, geboren 1909, Flucht 1936 in die USA |
| | HIER WOHNTE SAMUEL MORGENROTH JG. 1873 FLUCHT 1939 USA                                                                                  | Scharfengasse 20                  | Samuel Morgenroth, geboren am 20. Februar 1873 in Ernsbach, Flucht 1939 in die USA |
| | HIER WOHNTE SELMA MORGENROTH JG. 1877 UNFREIWILLIG VERZOGEN 1939 HEILBRONN DEPORTIERT 1941 RIGA ERMORDET                                | Scharfengasse 20                  | Selma Morgenroth, geboren am 25. Juni 1903 in Ernsbach, Umzug 1939 nach Heilbronn, deportiert 1941 nach Riga, ermordet |
| | HIER WOHNTE ELSA NEUMANN GEB. SCHURMANN JG. 1901 DEPORTIERT 1942 IZBICA ERMORDET                                                        | Stuttgarter Straße 8 ·            | Elsa Neumann, geb. Schurman, geboren am 23. Dezember 1901 in Nürnberg, deportiert am 26. April 1942 in das Ghetto Izbica, verschollen |
| | HIER WOHNTE HERMANN NEUMANN JG. 1907 FLUCHT 1939 ENGLAND                                                                                | Stuttgarter Straße 8 ·            | Hermann Neumann, geboren am 29. Juni 1907 in Künzelsau, Flucht 1939 nach Großbritannien |
| | HIER WOHNTE JAKOB NEUMANN JG. 1901 DEPORTIERT 1942 THERESIENSTADT ERMORDET 26.11.1942                                                   | Stuttgarter Straße 8 ·            | Jakob Löw Neumann, geboren am 26. November 1869 in Nagelsberg, deportiert am 22. August 1942 in das KZ Theresienstadt, dort am 26. November 1942 umgekommen |
| | HIER WOHNTE KLARA NEUMANN JG. 1884 DEPORTIERT 1942 TRANSIT-GHETTO IZBICA ERMORDET                                                       | Stuttgarter Straße 69             | Klara Neumann, geboren am 14. März 1884 in Künzelsau |
| | HIER WOHNTE LEOPOLD NEUMANN JG. 1905 DEPORTIERT 1942 IZBICA ERMORDET                                                                    | Stuttgarter Straße 8 ·            | Leopold Neumann, geboren am 6. April 1905 in Künzelsau, von 11. November 1938 bis 17. Januar 1939 im KZ Dachau, deportiert am 26. April 1942 in das Ghetto Izbica, ermordet |
| | HIER WOHNTE MALCHEN NEUMANN GEB. HAHN JG. 1870 DEPORTIERT 1942 THERESIENSTADT ERMORDET 14.9.1942                                        | Stuttgarter Straße 8 ·            | Malwine Malchen Neumann geb. Hahn, geboren am 29. März 1870 in Kirchschönbach, deportiert am 22. August 1942, Ghetto Theresienstadt, gestorben am 14. September 1942 |
| | HIER WOHNTE RITA NEUMANN JG. 1910 UNFREIWILLIG VERZOGEN 1936 FRANKFURT DEPORTIERT 1942 SCHICKSAL UNBEKANNT                              | Schnurgasse 5                     | Rita Neumann, geboren am 2. März 1910 in Künzelsau |
| | HIER WOHNTE ROSA NEUMANN GEB. WIESENFELDER JG. 1883 UNFREIWILLIG VERZOGEN 1936 FRANKFURT DEPORTIERT 1942 SCHICKSAL UNBEKANNT            | Schnurgasse 5                     | Rosa Neumann, geb. Wiesenfelder, geboren am 2. November 1883 in Eiterfeld |
| | HIER WOHNTE SALOMON NEUMANN JG. 1900 DEPORTIERT 1942 IZBICA ERMORDET                                                                    | Schnurgasse 6 ·                   | Salomon Neumann, geboren am 9. März 1900 in Künzelsau, deportiert am 26. April 1942 in das Ghetto Izbica, ermordet |
| | HIER WOHNTE SUSI NEUMANN GEB. HILB JG. 1911 DEPORTIERT 1942 IZBICA ERMORDET                                                             | Schnurgasse 6 ·                   | Salomon Neumann geb. Hilb, geboren am 7. März 1911, deportiert am 26. April 1942 in das Ghetto Izbica, ermordet |
| | HIER WOHNTE CLARA RUPP JG. 1901 IM WIDERSTAND / KPD VERHAFTET 1934 'SCHRIFTENVERBREITUNG' GEFÄNGNIS GOTTESZELL RAVENSBRÜCK BEFREIT      | Kirchplatz 3                      | Clara Rupp, geboren am 29. September 1901 in Künzelsau |
| | HIER WOHNTE ADOLF STERN JG. 1877 FLUCHT 1938 USA                                                                                        | Hauptstraße 9                     | Adolf Stern, geboren am 13. Juni 1877 in Künzelsau |
| | HIER WOHNTE BERTA STERN JG. 1881 DEPORTIERT 1942 PIASKI ERMORDET                                                                        | Keltergasse 9                     | Berta Stern, geboren am 15. November 1881 in Künzelsau |
| | HIER WOHNTE CÄCILIE STERN GEB. HIRSCHHEIMER JG. 1879 FLUCHT 1938 USA                                                                    | Hauptstraße 9                     | Cäcilie Stern geb. Hirschheimer, geboren am 30. Juli 1879 in Lehren. Das Ehepaar flüchtete mit den drei Töchtern. |
| | HIER WOHNTE HEINRICH STERN JG. 1886 FLUCHT 1934 PALÄSTINA                                                                               | Zollstockweg 4                    | Heinrich Stern, geboren am 3. März 1886 in Nagelsberg, Flucht 1934 nach Palästina |
| | HIER WOHNTE MINA STERN GEB. HANAUER JG. 1896 FLUCHT 1934 PALÄSTINA                                                                      | Zollstockweg 4                    | Mina Stern geb. Hanauer, geboren 1896, Flucht 1934 nach Palästina |
| | HIER WOHNTE STEFAN STERN JG. 1932 FLUCHT 1934 PALÄSTINA                                                                                 | Zollstockweg 4                    | Stefan Stern, geboren 1932, Flucht 1934 nach Palästina |
| | | Keltergasse 33                    | Ruth van der Wyck geb. Kusiel, geboren am 13. November 1919 in Künzelsau, Umzug 1938 nach Stuttgart, 1941 Buttenhausen, Eschenau. Deportiert 1942 nach Theresienstadt, dort ermordet |
| | | Keltergasse 33                    | Alice Vorreuter geb. Kusiel, geboren am 13. Mai 1909 in Künzelsau, Flucht 1937 nach Kolumbien |
| | HIER WOHNTE IDA WISSMANN GEB. NELKENSTOCK JG. 1868 FLUCHT 1939 BRASILIEN                                                                | Schlossplatz 9                    | Ida Wissmann geb. Nelkenstock, geboren am 16. November 1868 in Tann |
| | HIER WOHNTE EMANUEL WÜRZBURGER JG. 1866 DEPORTIERT 1942 THERESIENSTADT ERMORDET 23.10.1942                                              | Keltergasse 17 ·                  | Emanuel Würzburger, geboren am 6. April 1866 in Bieringen, deportiert am 22. August 1942 in das KZ Theresienstadt, dort umgekommen am 23. Oktober 1942 |
| | HIER WOHNTE HANNCHEN WÜRZBURGER GEB. FRANK JG. 1875 GEDEMÜTIGT / ENTRECHTET TOT 7.1.1936                                                | Keltergasse 17 ·                  | Hannchen Würzburger geb. Frank, genannt Chana, geboren am 9. März 1875 in Rödelsee, gestorben am 7. Januar 1936 |
| | HIER WOHNTE HILDA WÜRZBURGER JG. 1900 FLUCHT 1938 USA                                                                                   | Keltergasse 17 ·                  | Hilda Würzburger, geboren am 1. Dezember 1900 in Künzelsau, Flucht in die USA |
| | HIER WOHNTE SALLO WÜRZBURGER JG. 1914 FLUCHT 1938 USA                                                                                   | Keltergasse 17 ·                  | Sallo Würzburger, geboren am 12. März 1914 in Künzelsau, Flucht in die USA |

## Verlegedaten
- 2007: Farbgasse 4
- 9. Februar 2015: Hauptstraße 74, Keltergasse 17 und 47, Schlossgasse 93/Schlossplatz 11, Schnurgasse 6, Stuttgarter Straße 8 (23 Stolpersteine)
- 17. September 2015: Hirtengasse 10, Keltergasse 33, Scharfegasse 20 (sechzehn Stolpersteine)[21]
- 25. April 2017: Oberamteistraße 16 und 25, Langenburger Straße 5, Stuttgarter Straße 17 (dreizehn Stolpersteine)[22]
- 3. März 2020: Kannengässle 9, Schnurgasse 5, Stuttgarter Straße 69[23][24]

Der Künstler hielt zwei Vorträge in Künzelsau, den ersten am 9. Februar 2015, den zweiten am 2. März 2020.